# Eulasia rapillyi
Eulasia rapillyi är en skalbaggsart som beskrevs av Baraud 1988. Eulasia rapillyi ingår i släktet Eulasia och familjen Glaphyridae. Inga underarter finns listade i Catalogue of Life.